# Zbiorcza Droga Południowa w Legnicy
Zbiorcza Droga Południowa – urzędowa nazwa drogi w Legnicy, która przebiega średnicowo przez południową część miasta.
Droga docelowo połączy dzielnicę Tarninów z osiedlem Piekary, poprzez istniejącą ul. Grabskiego, aleję 100-lecia Odzyskania Niepodległości, most na rzece Kaczawie, ulicę Bielańską i Okrężną, następnie łącznik Okrężna – Sudecka z wiaduktem kolejowym.

## Historia
Zbiorczą Drogę Południową zaprojektowano w celu odciążenia centrum miasta od ruchu samochodowego. Długość trasy zaplanowano na 4,6 km a jej cały koszt na ponad 150 milionów złotych. Inwestorem jest gmina Legnica. Miasto uzyskało dofinansowanie ze środków pomocowych Unii Europejskiej.
W latach 2003–2005 zostały przebudowane krańcowe odcinki ulicy Grabskiego. W latach 2005–2006 wybudowano 1,1 km na odcinku Złotoryjska/Grabskiego – Grabskiego/Wojska Polskiego. W II etapie, w latach 2010–2017 wybudowano 1,7 km na odcinku Grabskiego/Wojska Polskiego – aleja Rzeczypospolitej. W 2018 r. oddany został etap od skrzyżowania ulicy Grabskiego z Wojska Polskiego do alei Rzeczypospolitej wraz z budową nowego mostu na rzece Kaczawie. Zmodernizowana została ulica Bielańska, wraz ze skrzyżowaniem z al. Rzeczypospolitej.
Zaplanowano także budowę odcinka od ulicy Okrężnej do ulicy Sudeckiej, wraz z budową wiaduktu nad linią kolejową Legnica – Katowice.